# محمد خلیفه
محمد خلیفه (زادهٔ ۲۹ مرداد ۱۳۸۳) بازیکن فوتبال اهل ایران است، که در پست دروازه‌بان برای باشگاه فوتبال آلومینیوم اراک در لیگ برتر خلیج فارس بازی می‌کند.

## دوران باشگاهی

### آلومینیوم
محمد خلیفه در نقل انتقالات تابستانی با عقد قراردادی چهار ساله به باشگاه فوتبال آلومینیوم پیوست.

## آمار باشگاهی
تا تاریخ ۲۵ اردیبهشت ۱۴۰۴
| باشگاه               | دسته                 | فصل                  | لیگ  | لیگ | جام حذفی | جام حذفی | آسیا | آسیا | سوپر جام | سوپر جام | مجموع | مجموع |
| باشگاه               | دسته                 | فصل                  | بازی | گل  | بازی     | گل       | بازی | گل   | بازی     | گل       | بازی  | گل    |
| -------------------- | -------------------- | -------------------- | ---- | --- | -------- | -------- | ---- | ---- | -------- | -------- | ----- | ----- |
| آلومینیوم اراک       | لیگ برتر             | ۰۳–۱۴۰۲              | ۳    | ۰   | ۰        | ۰        | –    | –    | –        | –        | ۳     | ۰     |
| آلومینیوم اراک       | لیگ برتر             | ۰۴–۱۴۰۳              | ۲۹   | ۰   | ۱        | ۰        | –    | –    | –        | –        | ۳۰    | ۰     |
| مجموع آلومینیوم اراک | مجموع آلومینیوم اراک | مجموع آلومینیوم اراک | ۳۲   | ۰   | ۱        | ۰        | –    | –    | –        | –        | ۳۳    | ۰     |
| مجموع آمار           | مجموع آمار           | مجموع آمار           | ۳۲   | ۰   | ۱        | ۰        | –    | –    | –        | –        | ۳۳    | ۰     |

## آمار ملی

### بازی‌های ملی
تا تاریخ ۲۰ مارس ۲۰۲۵
| ایران | ایران | ایران    |
| سال   | بازی  | کلین شیت |
| ----- | ----- | -------- |
| ۲۰۲۵  | ۰     | ۰        |
| مجموع | ۰     | ۰        |

## بازیکن برتر جوان
کارشناسان فدراسیون بین‌المللی آمار و تاریخ فوتبال (IFFHS) تیم منتخب برترین بازیکنان زیر ۲۰ سال فوتبال آسیا در سال ۲۰۲۴ را انتخاب کردند. مطابق نظر کارشناسان IFFHS، محمد خلیفه بهترین دروازه‌بان زیر ۲۰ سال قاره کهن در سال گذشته میلادی بوده است. این سنگربان در تیم آلومینیوم اراک به میدان می‌رود.